# Perfluorkautschuk

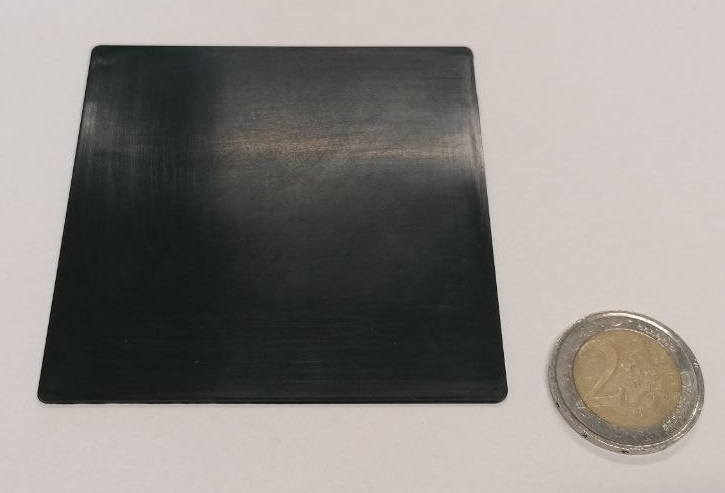
FFKM-Folie, aus der Dichtungen zugeschnitten werden.

Perfluorkautschuk (Kurzzeichen FFKM oder FFPM) oder Perfluorelastomer ist ein voll fluoriertes Elastomer. Chemisch ist es dem Polytetrafluorethylen (PTFE) sehr ähnlich. Es wird vor allem dort eingesetzt, wo eine sehr gute thermische und/oder chemische Beständigkeit gefordert ist.

## Herstellung
Durch den Einsatz spezieller perfluorierter (d. h. vollständig wasserstofffreier) Monomere und entsprechender Compoundier- und Verarbeitungstechniken lassen sich Werkstoffe mit gummielastischen Eigenschaften herstellen, die in ihrer Medienbeständigkeit und thermischen Beständigkeit dem PTFE sehr nahekommen. Die chemische und thermische Beständigkeit dieser Elastomere hängt im Wesentlichen von der Art der Vernetzung (peroxidisch-, bisphenolisch- oder triazinvernetzt) und dem Vernetzungsgrad ab. Daher gibt es zum Teil gravierende Unterschiede in der thermischen und chemischen Beständigkeit (z. B. hinsichtlich Wasserdampf- und Aminbeständigkeit).

## Eigenschaften
FFKM können zwischen −20 °C bis +325 °C eingesetzt werden. Sondercompounds (Mischungen) sind unter bestimmten Bedingungen bis über +325 °C oder bis −30 °C einsetzbar. Gerade die Angabe der Tieftemperatur bezieht sich auf den statischen Einsatzfall. Für den dynamischen Einsatz wird empfohlen, sich an dem TR-10-Punkt zu orientieren bzw. etwa 10 K zu der Tiefsttemperatur zu addieren.

## Verwendung
FFKM wird insbesondere als Dichtungsmaterial eingesetzt. Wegen seines vergleichsweise hohen kg-Preises ist der Einsatz auf Anwendungen beschränkt, bei denen es im Kontakt mit sehr aggressiven Medien steht. Die Anwendung findet besonders in Gebieten statt, in denen hohe Sicherheits- oder Reinheitsanforderungen bestehen oder mögliche hohe Störfallkosten den Einsatz rechtfertigen. Dies kann beispielsweise in der chemischen, der erdölfördernden und -verarbeitenden Industrie, dem Apparate- und Kraftwerksbau, der Halbleiter-, der Lebensmittelindustrie oder in der Luft- und Raumfahrt der Fall sein. In diesen Bereichen sind bestimmte Verfahren nur durch den Einsatz dieses hochwertigen Elastomers realisierbar.

## Chemische Beständigkeit
Perfluorelastomere sind die beständigsten Elastomere gegenüber aggressive Medien, was in entsprechenden Listen vermerkt wird. Eine solche Beständigkeitsliste enthält für verschiedene Elastomer-Qualitäten, so auch für FFKM, eine Wertung der chemischen Resistenz gegenüber verschiedenen Betriebsmedien. Diese Angaben beruhen auf Versuchen und Angaben von Zulieferern und Anwendern. Aufgrund der unterschiedlichen Einsatzbedingungen und Zusammensetzung der Medien sind diese Angaben nur als Richtwerte anzusehen, sie sind unverbindlich und müssen von Fall zu Fall überprüft werden. Alle Angaben beziehen sich auf Raumtemperatur, soweit nicht anders vermerkt.